# Башчанска плоча
Башчанска плоча је један од најстаријих пронађених споменика написан на глагољици, који потиче из 11. века.
Табла је нађена у цркви Свете Луције у Јурандвору код Башке на острву Крк 1851.
Од 1934. оригинал се чува у Хрватској академији знаности и умјетности у Загребу. Још два дела нађена су 1957. године. 
Уклесани камен бележи донацију земље од хрватског краља Звонимира бенедиктинском манастиру за време опата Држихе. Натпис је уклесан глагољицом на старохрватском, који је мешавина чакавског наречја и црквенословенског језика.
Плоча је приказана на новчаници од 100 куна, која је издавана између 1993. и 2002.
Плоча је од камена, ширине 197 cm, а дебљине 8 cm.

## Натпис на Башчанској плочи
Транскрипција текста Башћанске плоче на латиници и текст преточен у свевремени српски књижевни језик:
| Оригиналан текст | Исти текст на српском |
| --- | --- |
| В име Оца и Сина и Светаго Духа. Аз опат Држиха писах се о ледине јуже да Звонимир, краљ хрватскиј в дни своје в светују Луцију. Ми жупан Десимира Крбаве, Мратинац Луце, Прибинеб пос'л Винодоле, Јаков в отоце. Да иже порече, клни и Бог и дванајст апостола и четири евањелисти, и светја Луција. Амен. Да иже сде живе, та моли за ње Бога. Аз опат Добровит з'дах црекв сију и својеју братију с деветију в дни кнеза Космата обладајућаго всу Краину: И беше в та дни Микула в Оточци с светју Луцију в једино. | У име Оца и Сина и Светога Духа. Ја опат (ава) Држиха писах ово о ледини коју је дао Звонимир, краљ хрватски, у дане своје (владавине) Светој Луцији (манастирској заједници). Ми (смо свједоци догађаја): жупан Десимир из Крбаве, Мартинац из Лике, Прибенеб из Винодола, Јаков са острва. Ако ко порекне ово, проклео га Бог и дванаест апостола и четири јеванђелиста и Света Луција. Амин. Онај ко овде живи, нек моли за нас Бога. Ја опат Добровит зидах цркву ову са своје деветеро браће у дане кнеза Космата који је владао цијелом Крајином. И бијаше у те дане (самостан) Светог Николе у Оточцу са Светом Луцијом у заједници. |

Као доказ постојања хрватског краља Звонимира дуго се наводила Башчанска плоча коју су идеолози хрватства називали “темељним спомеником хрватске писмености” и датирали су је у 11. вијек. На тој плочи један свештеник спомиње краља Звонимира. Плочу је пронашао Петар Дорчић, који ју је представио Ивану Кукуљевићу Сакцинском.

## Инспирација
Башчанска плоча је надахнула композиторе и песнике: К. Фрибеца (кантата за сола, хор и камерни оркестар, 1977.); С. Шулека (музика за хор а капела, 1980.) и Љ. Кунтарића. О Башчанској плочи песме су написали: Владимир Назор, Силвије Страхимир Крањчевић и Јосип Пупачић.